# Marius Robescu
Marius Robescu (* 20. März 1943 in Bukarest; † 20. Oktober 1985) war ein rumänischer Schriftsteller.

## Leben
Robescu studierte nach dem Besuch des Gymnasiums bis 1967 rumänische Sprache und Literatur an der Universität Bukarest. Er debütierte 1965 mit ersten Gedichten in der Zeitschrift Luceafărul. Sein erster Gedichtband Ninge la izvoare erschien 1967. Ab 1975 arbeitete er als Redakteur für die Zeitschrift Luceafărul. Hier und in Zeitschriften wie România literară, Tribuna, Steaua und Viața Românească veröffentlichte er Essays und Gedichte. Für seinen 1978 erschienenen Gedichtband Spiritul insetat de real erhielt er den Lyrikpreis des rumänischen Schriftstellerverbandes.

## Werke
- Ninge la izvoare, Gedichte, 1967
- Viaţa şi petrecerea, Gedichte, 1969
- Muşuroiul, Kinderbuch, 1970
- Clar şi singurătate, Gedichte, 1972
- Utopia ninsorii, Gedichte, 1975
- Spiritul însetat de real, Gedichte, 1978
- Inimile de platină, Gedichte, 1980
- Actori şi spectacole, Theaterkritiken, 1980
- Pielea minotaurului, Gedichte, 1982
- Joc și înviere, Gedichte, 1985
- Foc si inviere, Bucuresti, Gedichte, 1985
- Ideograme, Gedichte, 1986
- Trunchiul şi aşchia, Roman, 2006